# Il fulmine di Piperville
Il fulmine di Piperville (Greased Lightning) è un film muto del 1919 diretto da Jerome Storm sotto la supervisione di Thomas H. Ince che aveva come interpreti Charles Ray, Wanda Hawley, Robert McKim. J.P. Lockney.

## Trama
A Pipersville Andy Fletcher, il fabbro locale, si diletta a inventare nuovi macchinari. La sua "Piccola affettatrice per patate giganti" funziona alla grande finché non si inceppa, cominciando a decorare con le bucce di patata le facce degli astanti, tra cui il banchiere locale, che dovrebbe finanziare il progetto.

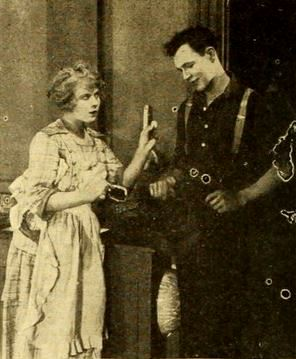
Wanda Hawley e Charles Ray

Andy corteggia Alice, la figlia di Flint. Ma quest'ultimo non prende sul serio il fabbro: nemico di tutte quelle diavolerie moderne, Flint scoraggia Andy. Così, il giovane vende la sua invenzione per potersi comprare un'auto. Non avendo grandi possibilità, compra un catorcio usato che, sul più bello, lo pianta in asso. Alice e suo padre, allora, che erano a bordo dell'auto per partecipare a un picnic, mollano Andy e si fanno dare un passaggio da Alden J. Armitage, un cittadino che sfoggia un'auto ultimo modello con cui cerca di conquistare la ragazza.
Andy, da bravo inventore, converte il suo macinino in un'auto da corsa, con cui si presenta a una gara locale. La macchina, battezzata "Il fulmine di Piperville", è proprio un fulmine. Andy, però, venendo a sapere che Armitage sta derubando la banca, abbandona la gara per mettersi alle costole del ladro. Quando lo cattura per merito di "Fulmine di Piperville", riceve la benedizione di Flint che gli concede la mano di Alice e anche una nuova macchina.

## Produzione
Il film fu prodotto dalla Thomas H. Ince Corporation, sotto la supervisione di Thomas Ince.

## Distribuzione
Distribuito dalla Famous Players-Lasky Corporation e dalla Paramount Pictures, il film uscì nelle sale cinematografiche degli Stati Uniti il 27 aprile 1919. In Italia venne distribuito dalla Cardinal Production nel 1924.